# Gökçe Bahadır
Gökçe Bahadır  (Istanbul, 9. studenog 1981.) turska je filmska i televizijska glumica.

## Životopis
Ima diplomu s Akademije radija i televizije u Istanbulu. U svojoj je karijeri imala mnogobrojne uloge u serijama, a okušala se i kao voditeljica. Poznata je po ulozi Leyle Tekin u turskoj televizijskoj seriji Kad lišće pada.

## Privatni život
Udala se je za glumca Alija Sunala 2011. godine, a rastali su se 2012. godine.

## Filmografija
| Godina        | Naslov            | Uloga       | Vrsta               |
| ------------- | ----------------- | ----------- | ------------------- |
| 2001.         | Tatlı Hayat       |             | televizijska serija |
| 2002.         | Beşik Kertmesi    |             | televizijska serija |
| 2003.         | Hayat Bilgisi     | Yeliz       | televizijska serija |
| 2003.         | Mühürlü Güller    |             | televizijska serija |
| 2006. – 2010. | Kad lišće pada    | Leyla Tekin | televizijska serija |
| 2009.         | Hırçın Kız Kadife | Kadife      | film                |
| 2011. – 2012. | Sensiz Olmaz      | Begüm       | televizijska serija |
| 2012.         | Kayıp Şehir       | Aysel       | televizijska serija |
| 2013.         | Aramızda Kalsın   | Yadigar     | televizijska serija |